# Democrazia illiberale

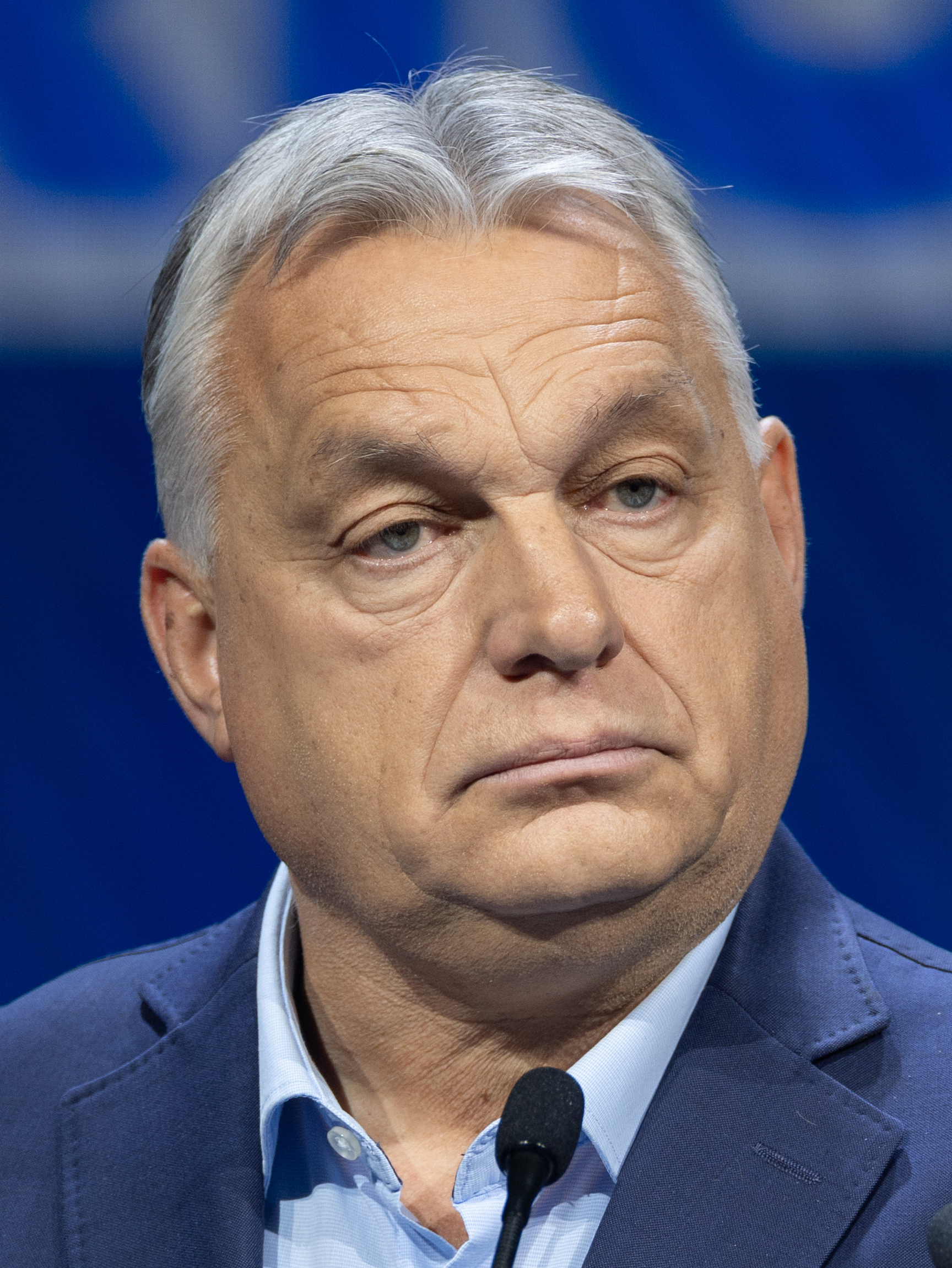
Viktor Orbán, primo ministro dell'Ungheria dal 2010

La democrazia illiberale - altrimenti detta pseudodemocrazia, democrazia parziale, democrazia a bassa intensità, democrazia vuota, illiberalismo, regime ibrido o anche democratura (da democrazia + dittatura) – è un sistema di governo nel quale, nonostante la sussistenza formale di libere elezioni e di strumenti di controllo contro gli abusi del potere statale, sono alterate le condizioni minime di partecipazione dei cittadini alla vita pubblica: poiché libertà non negoziabili sono limitate o compromesse, la progressiva riduzione del diritto alla conoscenza pregiudica il controllo del pubblico su tutto ciò che attiene all'esercizio del potere politico, riducendo la possibilità di fisiologico ricambio della classe dirigente.

## Definizione
Il termine di democrazia illiberale fu coniato da Fareed Zakaria nel 1997 su Foreign Affairs; alcune sue caratteristiche erano già state individuate, nell'ambito della critica alla definizione meramente formale della democrazia; in precedenza, nel tentativo di giustificare la deriva autoritaria del primo dopoguerra, ne aveva affacciato una prima caratterizzazione Lorenzo Giusso.
Il governo democratico illiberale ritiene di avere un mandato superiore per agire in qualunque linea: il mandato – nelle declinazioni populiste di questa forma di governo – deriva dalle stesse elezioni popolari, che legittimerebbero anche le modifiche delle “regole del gioco”.

## Tipologie
Essa non rientra nel modello di società aperta, ma conosce diversi gradi di involuzione o di regressione, dall'anocrazia fino al vero e proprio totalitarismo.
L'assenza di alcune libertà come quella di parola o di assemblea rendono difficile qualsiasi tipo di opposizione. Ma anche la loro compressione produce effetti: se vi è una costituzione che limita il potere del governo, nelle democrazie totalitarie essa è in parte o totalmente ignorata, mentre laddove la competizione elettorale fa conseguire una stragrande maggioranza la si modifica per adattarla a uno stile di governo meno democratico.
(Luis de Molina, De Justitia, 1611, 7/C)
I governanti solitamente accentrano il loro potere sul governo centrale e il governo locale (non godendo della separazione dei poteri) si trova quasi escluso dal regime. I media sono controllati dallo Stato e supportano perlopiù l'informazione data. Sono proibite o fortemente scoraggiate le organizzazioni della società civile non gradite al governo o riconducibili al partito al potere. Il regime può applicare anche pressione e violenza contro i critici.
Lo schiacciamento della definizione sull'ipotesi peggiore è ricavabile dalla seguente definizione:
(Giovanni Sartori)
Tuttavia, la natura ibrida di questa forma di governo ha indotto vari teorici a non assimilarla del tutto ad una vera dittatura, dove la figura di una sola persona (o di un solo partito politico) accentra su di sé tutti i poteri con un vero regime totalitario.
Per questo motivo, Levitsky e Way hanno coniato un nuovo termine con una connotazione più positiva del termine, ovvero autoritarismo competitivo.
Gli stessi Steven Levitsky e Lucan Way hanno suggerito che il termine di "democrazia illiberale" risulterebbe inadeguato per molti paesi a cui era applicato: in regimi come la Serbia di Slobodan Milošević, lo Zimbabwe o la Russia post-sovietica, esso è priva di senso perché, se un paese non dispone più neppure di partiti di opposizione o di forme sia pur minime di pluralismo informativo, non è un paese democratico.

## Nella storia contemporanea
Benché diffuso in tutto il mondo, il fenomeno spicca per contrasto in Europa per via di alcuni Paesi dell'Est come per esempio l'Ungheria (che manifesta un sentiment di rispetto dello Stato di diritto pari a circa la metà di quello danese, ritenuto il più alto d'Europa) in cui il diffuso populismo spinge a far prevalere forze politiche latrici di istanze di maggior sicurezza a scapito delle libertà civili.
Tipici regimi a democrazia illiberale sono stati, volta a volta, considerati: la Polonia sotto il partito Diritto e Giustizia, la Turchia di Erdoğan, l'Ungheria di Viktor Orbán, la Thailandia, la Russia di Vladimir Putin (definita "democratura"), Singapore e l'Iran.

### Casistica dell'Estremo Oriente
Un classico esempio riportato dai teorici sono la repubblica di Singapore e la regione di Hong Kong. Sia Hong Kong che Singapore sono etnicamente a maggioranza cinese ed entrambe furono in passato colonie britanniche. Ad ogni modo, la loro evoluzione politica ha seguito tracce differenti, con i residenti di Hong Kong che ottennero le libertà liberali del Regno Unito ma, in quanto colonia, non detenevano i poteri per potersi scegliere un capo di governo. Questo stato contraddittorio della situazione venne ereditato dalla Cina quando riassunse il controllo del territorio nel 1997.
In contrasto, Singapore acquisì piena indipendenza dapprima dal Regno Unito e poi dalla Malaysia negli anni '60 del Novecento. A quel tempo essa era una democrazia relativamente liberale, anche se il Partito d'Azione Popolare successivamente salito al potere promulgò diverse leggi che arrivarono a ridurre drasticamente le libertà costituzionali (come il diritto di assemblea o quello di associazione) ed estese la propria influenza sui mass media. Come conseguenza tecnicamente Singapore svolge delle elezioni, ma l'opposizione al governo ha molta difficoltà ad agire, lasciando al partito dominante un notevole potere.

### Casistica dell'Europa
Il 15 settembre 2022 il Parlamento europeo ha dichiarato che si è verificato il «crollo della democrazia, dello Stato di diritto e dei diritti fondamentali in Ungheria, trasformando il paese in un regime ibrido di autocrazia elettorale, secondo gli indicatori pertinenti». Tra gli indicatori menzionati vi sono: quello per cui l'Ungheria è stata definita un "regime ibrido", avendo perso il proprio status di "democrazia semiconsolidata" nella relazione del 2020 di Freedom House "Nations in Transit" (Nazioni in transito); quello per cui l'Ungheria è classificata come "democrazia imperfetta" e occupa il 56º posto su 167 paesi (ossia è scesa di una posizione rispetto alla classifica del 2020) nell'indice di democrazia del 2022 dell'Economist Intelligence Unit.
Peraltro, la stessa risoluzione ha citato l'indice di democrazia V-Dem dell'Università di Göteborg: esso nel 2019 riteneva che l'Ungheria fosse diventata il primo Stato membro autoritario nella storia dell'UE e, nel 2022, dichiarava che tra gli Stati membri dell'UE l'Ungheria e la Polonia figurano tra i principali paesi autocratici al mondo dell'ultimo decennio.